# Houghton St Giles
Houghton St Giles is een dorp in de civil parish Barsham in het Engelse graafschap Norfolk, 7 km ten noorden van Fakenham. 

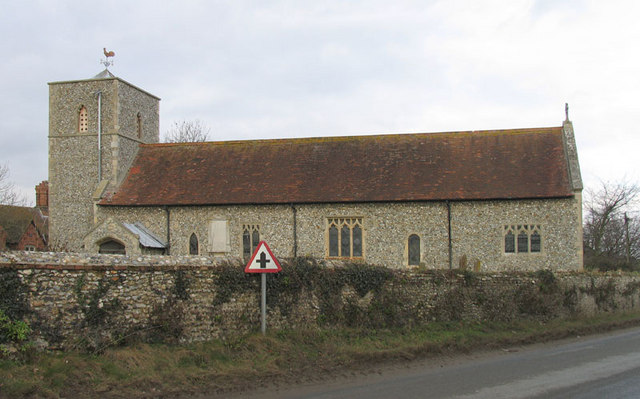
Parochiekerk St-Giles

Het dichtstbijzijnde spoorwegstation is Station Sheringham.